# Семейство Массалии
Семе́йство Масса́лии — группа силикатных астероидов класса S во внутренней части главного пояса, движущихся по орбитам с очень малым наклоном к эклиптике. Около 0,8 % всех известных астероидов главного пояса входят в состав этого семейства.

## Характеристики семейства
Данное семейство, также как и семейство Весты, состоит из астероида (20) Массалия и множество мелких фрагментов, выбитых из него в результате столкновения с крупным космическим телом. Массалия, имеющая около 150 км в поперечнике, является самым крупным и массивным представителем данного семейства, сосредоточивая в себе более 99 % массы всего семейства. Второй по величине астероид (7760) 1990 RW3 не превышает в диаметре 7 км, на него и остальные астероиды данной группы приходится меньше 1 % от массы всего семейства.
Это очень молодое семейство, по оценкам учёных оно образовалось всего лишь 150—200 миллионов лет назад. Само семейство как бы разбито на две лопастевидные области с большими полуосями, равными 2,38 а. е. и 2,43 а. е., между которыми находится астероид Массалия. При этом плотность астероидов в этих областях в целом меньше, чем в центральной зоне вокруг Массалии. Было выявлено, что такое распределение астероидов образовалось в результате медленного дрейфа больших полуосей под действием эффекта Ярковского и YORP-эффекта. Подробная информация об этих структурах была использована при расчёте возраста семейства.
Часть семейства, двигающаяся по орбитам с большой полуосью 2,42 а. е., находится в сильном орбитальном резонансе с Марсом 1:2, что благоприятствует выходу некоторых астероидов из области, в которой находится большинство астероидов семейства, и их переходу на более наклонную орбиту.
Семейство Массалии, а также семейство Фемиды, может быть источником межпланетной пыли в данной области пояса астероидов, возникающей в результате вторичных столкновений между астероидами в данных семействах

## Расположение и размер
Семейство Массалии движется по резонансным с Марсом орбитам с небольшим наклоном к плоскости эклиптики.
По данным статистического анализа Zappalà был определён примерный диапазон распределения орбитальных элементов для астероидов этого семейства
|     | ap         | ep    | ip    |
| --- | ---------- | ----- | ----- |
| min | 2,37 а. е. | 0,143 | 1,2°  |
| max | 2,45 а. е. | 0,175 | 1,75° |

Для современной астрономической эпохи диапазон орбитальных элементов для оскулирующих орбит основной массы астероидов приведён в следующей таблице.
|     | a          | e     | i     |
| --- | ---------- | ----- | ----- |
| min | 2,37 а. е. | 0,124 | 0,4°  |
| max | 2,45 а. е. | 0,211 | 2,35° |

Анализ Zappalà 1995 выявил около 42 основных членов семейства, в то время как в более поздней работе 2005 года, среди 96 944 проанализированных астероидов был выявлен 761 объект, входящий в семейство, что составляет около 0,8 % от всех известных астероидов главного пояса.

## Исключения
Посредством спектрального анализа было выявлено несколько астероидов, которые имеют те же орбитальные элементы, что и астероиды семейства, но тем не менее из-за несовпадения спектральных характеристик не являются его членами. Примером может являться астероид (2316) Джо-Энн Видно, который «не прошёл отбор» в это семейство как раз по своим спектральным параметрам. Другой астероид, (2946) Мучача, который по размерам превышает все астероиды семейства, кроме Массалии, также не входит в это семейства, хотя и движется по схожей орбите.